# Tympanuchus cupido
El gallo de las praderas grande o urogallo grande (Tympanuchus cupido) es una especie de ave galliforme de la familia Phasianidae endémica de Estados Unidos. Fue una vez abundante, pero se ha vuelto extremadamente rara o extinta en la mayor parte de su área de distribución debido a la pérdida de hábitat. Uno de los aspectos más famosos de estas aves es el ritual de apareamiento del tipo lek.

## Distribución y hábitat
Su rango de distribución se encuentra principalmente en el Oeste de Estados Unidos. Una población muy pequeña ocupa el sureste de Texas pero la supervivencia de esta población no está asegurada. La distribución de esta especie es muy reducida desde la colonización, principalmente debido a la conversión de su hábitat en tierras agrícolas. Hoy en día sobrevive sólo en los estados de Nebraska, Oklahoma y Dakota del Sur. Los machos permanecen en sus sitios de cortejo en invierno, las hembras migran hacia el sur.